# Скосарь морщинистобороздчатый
Скосарь морщинистобороздчатый (лат. Otiorhynchus rugosostriatus) — вид долгоносиков-скосарей из подсемейства Entiminae.

## Описание
Жук длиной 6-7 мм. Имеет смоляно-чёрный или тёмно-бурый окрас, довольно блестящий. Верхняя часть тела покрыта буроватыми волосками. На надкрыльях в более длинных, пригнутых вершинами к поверхности надкрылий волосками. Диск переднеспинки в сильных, не сглаженных зёрнышках, 

## Экология
Вредит винограду(Vitis).